# Жбанков, Руслан Владимирович
Руслан Владимирович Жбанков (род. 21 февраля 1970, Витебск) — советский и российский волейболист и тренер.

## Биография
Руслан Жбанков начинал заниматься волейболом в Витебске у тренера Михаила Николаевича Романовича. В 1987 году, после окончания минского интерната спортивного профиля, был приглашён в ленинградский «Автомобилист». В составе команды из Северной столицы становился чемпионом России (1992, 1992/93) и бронзовым призёром национального первенства (1994/95).
В 1993 году в паре с Дмитрием Кувичкой выиграл первый чемпионат России по пляжному волейболу и принял участие на первом в истории пляжном чемпионате Европы в Альмерии.
В 1997 году привлекался в сборную России. В её составе Жбанков стал бронзовым призёром Мировой лиги, играл в матчах отборочного турнира чемпионата мира и европейского первенства в Нидерландах, по итогам которого российская команда заняла 5-е место.
В том же 1997 году продолжил карьеру в турецком клубе «Петрол Офиси» (Анкара), в сезоне-1998/99 был игроком французского «Туркуэна». В дальнейшем Жбанков на 13 лет обосновался в Финляндии, где выступал за «Лойму» из Райсио и «Ист-Волей» из Савонлинны, а в 2004 году перешёл на тренерскую работу. Возглавлял «Лойму», «Киисто» (Вааса) и «Сампо» (Пиелавеси). В активе Жбанкова есть победы в национальном чемпионате и в качестве игрока (с командой «Лойму» в сезоне-2000/01), и в качестве главного тренера (с командой «Сампо» в сезоне-2008/09).
В 2012 году Руслан Жбанков вернулся в Россию и стал одним из ассистентов итальянского тренера Фердинандо Де Джорджи в новоуренгойском «Факеле». В сезоне-2013/14 возглавлял молодёжную команду «Факела», которую привёл к победе в чемпионате Молодежной лиги. В следующем сезоне работал в Казахстане с клубом «Атырау».
С 2015 по 2018 год Руслан Жбанков входил в штаб «Газпрома-Югры» из Сургута в должности старшего тренера. Главным достижением команды стал выход в финал Кубка Европейской конфедерации волейбола в сезоне-2015/16.
В 2018 году Руслан Жбанков возглавил финскую команду «Турун Товерит» из Турку, в которой одновременно начал профессиональную карьеру его сын Алексей. В 2021 году вывел команду в сильнейший дивизион чемпионата страны — чемпионскую лигу. В 2022 году стал главным тренером женской команды первого дивизиона «Райсион Урхейлият».

## Достижения

### В игровой карьере
- Чемпион России (1992, 1992/93), бронзовый призёр чемпионата России (1994/95).
- Чемпион России по пляжному волейболу (1993).
- Чемпион Финляндии (2000/01).
- Бронзовый призер Мировой лиги (1997).

### В тренерской карьере
В должности главного тренера
- Чемпион Финляндии (2008/09), серебряный призёр чемпионата Финляндии (2009/10).
- Обладатель Кубка Финляндии (2004, 2008), финалист Кубка Финляндии (2005).
- Чемпион Молодёжной лиги России (2013/14).
- Бронзовый призёр чемпионата Казахстана (2014/15).

## Личная жизнь
В 1997 году окончил Санкт-Петербургскую государственную академию физической культуры имени П. Ф. Лесгафта.
Женат, дочь Алёна и сын Алексей — волейболист, центральный блокирующий сборной Финляндии.